# Пам'ятки історії Сколівського району
У Сколівському районі Львівської області нараховується 10 пам'яток історії.
| #  | назва | датування                       | адреса                        | охоронний номер                 | Номер і дата рішення            |
| -- | --- | ------------------------------- | ----------------------------- | ------------------------------- | ------------------------------- |
| 1  | Меморіал українських січових стрільців (50 індивід. могил; пам., ск. Є. та Я. Безніски, арх. В. Каменщик, 1998, мармурова крихта) | 1915 р.                         | г. Маківка, біля села Пшонець | 1683                            | Розпорядження № 528, 19.07.1995 |
| 2  | Братська могила радянських воїнів (пам., 1952, мармурова крихта, з/бетон)                                                         | 1944 р.                         | смт Верхнє Синьовидне, сквер  | 739                             | Рішення № 183, 05.05.1972       |
| 3  | Братська могила УСС та воїнів УПА (пам., 1996)                                                                                    | 1914 р., 1941 р., 1944—1953 рр. | с. Орів, на горі Бренів       | 1684                            | розпорядження № 236, 11.03.2001 |
| 4  | Братська могила радянських воїнів (пам., ск. Я. Чайка, арх. В. Блюсюк, 1972, граніт, мармурова крихта)                            | 1941—1945 рр.                   | м. Сколе, пл. Незалежності    | 741                             | Рішення № 183, 05.05.1972       |
| 5  | Братська могила радянських воїнів (пам., ск. Є. Дзиндра, арх. О. Матвіїв, 1975, мармурова крихта, з/бетон)                        | 1944 р.                         | смт Славське, біля школи      | 742                             | Рішення № 183, 05.05.1972       |
| 6  | Братська могила воїнів УПА (пам., ск. П. Штаєр, арх. Р. Сивенький, 1993, бронза, мармурова крихта)                                | 1944 р.                         | смт Славське                  | 1685                            | Розпорядження № 528, 19.07.1995 |
| 7  | Братська могила мирних жителів, розстріляних німецько-фашистськими загарбниками (пам., 1976, бетон)                               | 7 липня і 28 серпня 1941 р.     | с. Підгородці                 | 740                             | Рішення № 183, 05.05.1972       |
| 8  | Будинок, в якому жила Крушельницька С. А., українська співачка (худ.-мем. табл., 1973, бронза)                                    | 1932—1939 рр.                   | с. Дубина, вул. Піскова,5     | 1686                            | Рішення № 450, 28.10.1987       |
| 9  | Будинок, в якому виступав Франко І. Я., український письменник і вчений (мем. табл., 1984)                                        | 30 липня 1884 р.                | с. Корчин                     | 1687                            | Рішення № 278, 5.06.1984        |
| 10 | Пам'ятник борцям за волю України (ск. І. Самотос, 2000)                                                                           | смт Верхнє Синьовидне           | 1688                          | розпорядження № 236, 11.03.2001 |                                 |

## Джерело
Перелік пам'яток Львівської області [Архівовано 16 вересня 2012 у Wayback Machine.]
 Вікісховище має мультимедійні дані за темою: Пам'ятки історії Сколівського району